# Suleyman Nazif
Suleyman Nazif, né le 29 janvier 1870 à Diyarbakır (Empire ottoman) et mort le 4 janvier 1927 à Constantinople (Turquie) est un poète turc et un membre éminent du Comité Union et Progrès. Il maîtrisait l'arabe, le persan et le français et a travaillé comme fonctionnaire sous le règne du sultan Abdulhamid II. Il a contribué au magazine littéraire Servet-i Fünun (La richesse du savoir) jusqu'à ce qu'il soit censuré par le gouvernement ottoman en 1901.
Il est notamment connu pour être l'un des rares responsables politiques Jeunes Turcs opposés au génocide arménien,.

## Biographie
Süleyman Nazif est né en 1870 à Diyarbakır de Sait Pacha, poète et historien. Il était le frère du célèbre poète et homme politique turc Faik Ali Ozansoy. Il a commencé ses études dans ses toutes premières années à Maraş. Plus tard, il a été scolarisé à Diyarbakır. En 1879, il rejoint à nouveau son père à Marash, prend des cours particuliers auprès de son père et de français auprès d'un prêtre arménien.
Après la mort de son père en 1892, Süleyman Nazif a occupé plusieurs postes dans le gouvernorat de Diyarbakır. En 1896, il est promu et travaille un temps à Mossoul. Après avoir déménagé à Constantinople, il a commencé à écrire des articles contre le sultan Abdulhamid II sympathisant avec les idées et les objectifs des Jeunes-Ottomans. Il s'exile à Paris, en France, où il est resté huit mois en continuant à écrire des articles d'opposition dans les journaux.
De retour chez lui, il est contraint de travailler à un poste de secrétaire dans le gouvernorat de Bursa entre 1897 et 1908. En 1908, Süleyman Nazif s'installe à nouveau à Istanbul, rejoint le Comité Union et Progrès et se lance dans le journalisme. Il a également cofondé un journal, Tasvir-i Efkar, avec le célèbre journaliste Ebüzziya Tevfik . Bien que ce journal doive bientôt fermer ses portes, ses articles font de lui un écrivain bien connu,.
Après que le sultan Abdülhamid II a rétabli la monarchie constitutionnelle après la révolution des Jeunes Turcs de 1908, Süleyman Nazif a été gouverneur des provinces ottomanes de Bassorah (1909), Kastamonu (1910), Trabzon (1911), Mossoul (1913) et Bagdad (1914). Cependant, ne réussissant pas très bien dans les postes administratifs, il décide en 1915 de quitter la fonction publique et de reprendre son métier initial d'écrivain.

### Génocide arménien
Pendant le génocide arménien, Nazif a contribué à empêcher les massacres de se produire dans la province de Bagdad. Dans un cas, Nazif a intercepté un convoi de déportés comptant 260 femmes et enfants arméniens qui étaient envoyés à la mort. Nazif exige que le convoi soit transféré dans une zone plus sûre à Mossoul mais sa proposition est finalement refusée. Le convoi est massacré. Pendant son mandat de gouverneur de Bagdad, Nazif s'est rendu à Diyarbakir où il a rencontré une «odeur âcre de cadavres en décomposition» qui «imprégnait l'atmosphère et que la puanteur amère lui bouchait le nez, le faisant bâillonner». Nazif a critiqué le Dr Mehmed Reshid, le gouverneur de Diyarbakir, connu sous le nom de "Boucher de Diyarbakir ". Nazif a déclaré que Reshid "a détruit par le massacre des milliers d'humains" a également écrit contre un comité créé par Reshid dans le but de fournir une "solution à la question arménienne" et qui servait en fait à s'occuper des arméniens politisés, se trouvant ou bien dans la Fédération révolutionnaire arménienne, soit dans le Parti social-démocrate Hentchak,. Le comité avait sa propre unité militaire et s'appelait le « comité d'enquête ». Nazif a également encouragé d'autres gouverneurs à ne pas donner suite à l'ordre d'expulsion. Dans une lettre écrite à son frère Faik Ali Bey, le gouverneur de Kütahya, connu pour avoir sauvé des milliers d'Arméniens du génocide, Nazif a écrit : « Ne participez pas à cet événement, faites attention à l'honneur de notre famille.
Nazif, avec quelques autres dignitaires ottomans Jeunes-Turcs, comme Hasan Mazhar, gouverneur Jeune-Turc d'Ankara, ou Mehmed Celal Bey, est l'un des rares Jeunes-Turcs à s'être opposé aux ordres de déportation, spoliation et extermination venant de la capitale, Constantinople.
Dans une lettre au ministre de l'Intérieur Talaat Pacha, Nazif déclare que les déportations et les meurtres à Diyarbakır sont l'œuvre de Reshid. "Lui seul est responsable. Il a tué le Kaymakame pour dissuader tous les autres hommes et femmes musulmans de l'opposition et a exposé les corps du Kaymakame en public." Lorsque le ministre de l'Intérieur Talaat Pacha, grand organisateur du génocide, a répondu en blâmant Reshid pour rapine, Nazif a critiqué le fait de s'en prendre à un tel meurtrier uniquement en tant que brigand.

## Entre-deux-guerres et mort
Le 23 novembre 1918, l'article de Nazif intitulé Kara Bir Gün (Une journée noire) est publié dans le journal Hadisat pour condamner les forces d'occupation françaises à Istanbul. L'article a conduit le commandant des forces françaises à condamner Nazif à l'exécution par un peloton d'exécution. L'ordre a cependant été annulé. À la suite d'un discours qu'il prononça le 23 janvier 1920 lors d'un meeting en l'honneur de l'écrivain français Pierre Loti, qui avait vécu un certain temps à Constantinople, Süleyman Nazif fut contraint à l'exil à Malte par les militaires britanniques d'occupation. Lors de son séjour d'une vingtaine de mois à Malte, il écrit le roman Çal Çoban Çal. Après la guerre d'indépendance turque, il retourne à Constantinople et continue d'écrire,.
Nazif, toujours critique à l'égard des puissances impérialistes européennes, s'attira une fois de plus leur hostilité lorsqu'il écrivit son article satirique "Hazret-i İsa'ya Açık Mektup" (Lettre ouverte à Jésus) dans lequel il décrivit à Jésus tous les crimes perpétrés par ses partisans en son nom. Deux semaines plus tard, il publia "La Réponse de Jésus" dans laquelle, comme si Jésus parlait, il réfuta les accusations et répondit qu'il n'était pas responsable des crimes des chrétiens. Ces deux lettres ont fait fureur parmi les chrétiens de Turquie et d'Europe, mettant Nazif sur le point d'être jugé. Cela ne s'est finalement pas matérialisé, Nazif s'excusant mais n'en étant pas moins critique de la « mentalité de croisé » des Européens impérialistes, ciblant la Turquie afin d'étendre leur pouvoir sur son sol.

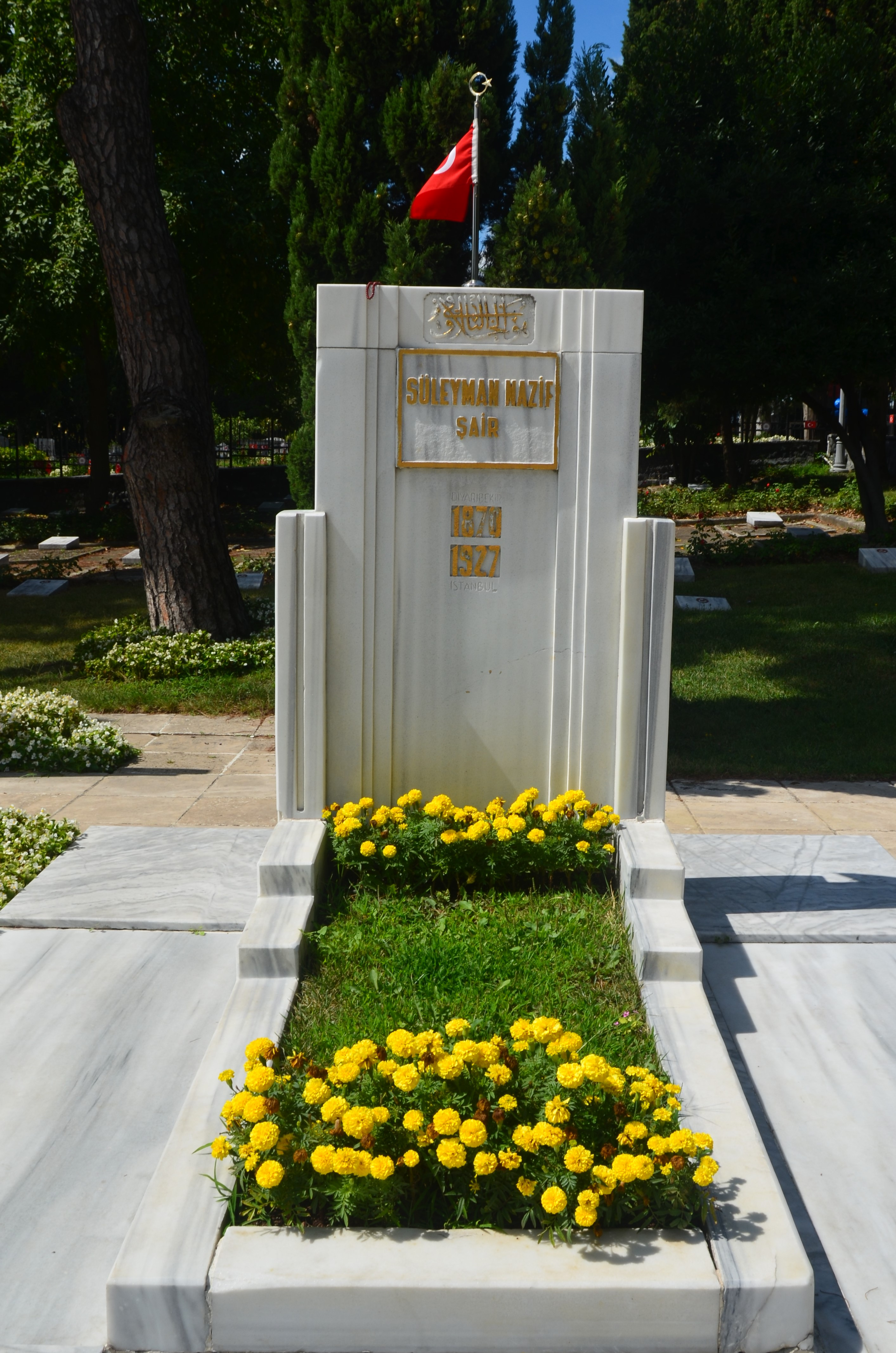
Tombe de Süleyman Nazif au cimetière d'Edirnekapı à Istanbul.

Il meurt d'une pneumonie le 4 janvier 1927 et est enterré au cimetière des martyrs d'Edirnekapı.

## Publications
- Batarya ile Ateş (1917)
- Firak-ı Irak (1918)
- Çal Çoban Çal (1921)
- Tarihin Yılan Hikayesi (1922)
- Nasıruddin Şah ve Babiler (1923)
- Malte Geceleri (1924)
- Çalınmış Ülke (1924)
- Hazret-i İsa'ya Açık Mektup (1924)
- Iki Dost (1925)
- İmana Tasallut-Şapka Meselesi (1925)
- Fuzuli (1926)
- Lübnan Kasrının Sahibesi (1926) (La châtelaine du Liban, 1924 par Pierre Benoit), traduction